# Cayena Metropolitana
Cayena Metropolitana o  Gran Cayena (en francés: Cayenne Metropolitana  o  Grande Cayenne) es el área metropolitana que conforman las comunas de Cayena, Matoury y Remire-Montjoly correspondiente al Distrito de Cayenne en el departamento de ultramar de la Guayana Francesa. Según los censos preliminares en el 2006, la reciente conurbación contaría con 58.004, mientras que en 2013, mostró un crecimiento decente, lo que lo colocaría en una de las áreas metropolitanas más pequeñas de Francia, de la Unión Europea y de América Latina. 

## Población
Según el INSEE, es el área metropolitana más pequeña de Francia con una población de 58.004 habitantes, este crecimiento demográfico se debe a la constante migración hacia Cayena de latinoamericanos y la alta natalidad que está presentando Guyana Francesa en las últimas décadas.
La ciudad de Cayena, se ha extendido hacia el sur, hacia la comuna de Matoury donde está el Aeropuerto Internacional de Cayenne-Rochambeau, y por el este hacia Remire-Montjoly.

## Actividad económica
Cayena de lo que era una colonia-penal en el siglo pasado ahora en la actualidad se está convirtiendo en una zona donde se consolida la actividad comercial, de servicios de escala regional y con proyección hacia los países vecinos, y también de una incipiente actividad turística y pesquera.

## Turismo
A pesar de que muestra la tasa más cara de turismo en Latinoamérica, el gobierno regional está publicitando las playas de la costa como la selva del Escudo guayanés y la selva amazónica, se espera que esto también atraiga a empresas privadas.

## Festividades
Cada año se celebran numerosas festividades en Cayena. Estas son las principales:
1 de enero: Año Nuevo (nacional)
Enero-febrero: Carnaval de Cayena (local)
Es el acontecimiento más importante de la vida cultural de Cayena. Durante dos meses, de enero a febrero, el Carnaval de Cayena atrae a miles de visitantes. Cada fin de semana encontrará música, desfiles, cabalgatas nocturnas y bailes de máscaras que contarán con la presencia de las Touloulous, las reinas del carnaval, siempre ataviadas con elegantes disfraces.
1 de mayo: Día del Trabajador (nacional)
10 de junio: Abolición de la Esclavitud (local)
En este día se conmemora la abolición de la esclavitud en la Guayana Francesa (10 de junio de 1848). Se organizan numerosos eventos por todo el país: obras de teatro, bailes, música, conferencias, etc.
14 de julio: Día de la Fiesta Nacional (nacional)
Esta festividad conmemora al mismo tiempo la toma de la Bastilla de 1789, que condujo a la abolición de la monarquía absoluta, y el fin de la sociedad de privilegios. Cada 14 de julio se organiza un desfile militar en Cayena.
15 de agosto: Asunción de la Virgen (nacional)
Octubre: Fiesta de Cayena (local)
Durante todo el mes de octubre se organizan multitud de eventos con motivo de esta celebración: la elección de Miss Guayana, un festival de jazz, conciertos, un mercadillo de antigüedades, un baile dedicado al folclore guayanés, etc.
25 de diciembre: Navidad (nacional)